# Clupeoidei
Die Clupeoidei sind eine Unterordnung der Heringsartigen (Clupeiformes) die, mit Ausnahme des im Süßwasser lebenden westafrikanischen Stachelherings (Denticeps clupeoides) (Familie Denticipitidae, Unterordnung Denticipitoidei), alle Arten der Heringsartigen umfasst.

## Merkmale
Bei den Clupeoidei erstreckt sich die Seitenlinie nicht über den Körper, sondern reicht nur ein bis zwei Schuppen hinter den Kiemendeckel, weitere mit Poren versehene Seitenlinienschuppen fehlen. Die Schwanzflosse wird von 19 Hauptflossenstrahlen gestützt. Die erste Uroneuralia ist normalerweise mit dem Wirbelkörper eines bestimmten Wirbels (erste Präurale) der Schwanzwirbelsäule verschmolzen, die Parhypurale normalerweise von diesem Wirbelkörper getrennt. Dieser Wirbel liegt vor einem weiteren Wirbel (erste Urale), der bei allen Heringsartigen mit der zweiten Hypuralia verwachsen ist. Die Schwimmblase ist sehr unterschiedlich ausgebildet und bei den Beilbauchheringen extrem spezialisiert. In den Eiern ist das Eigelb segmentiert (sonst nur noch bei den Butten).

## Familien
Zu den Clupeoidei gehören zehn Familien, über 80 Gattungen und etwa 400 Arten.
- Unterordnung Clupeoidei
  - Spratelloididae
  - Sardellen (Engraulidae)
    - Unterfamilie Coiliinae
    - Unterfamilie Engraulinae

  - Heringe (Clupeidae)
  - Wolfsheringe (Chirocentridae)
  - Dussumieriidae
  - Beilbauchheringe (Pristigasteridae)
  - Clupeinae
  - Ehiravidae
  - Alosidae
  - Dorosomatidae